# Qakbot
Qakbot ist eine Schadsoftware, die als eine der gefährlichsten weltweit gilt.
Die Infizierung eines mit dem Internet verbundenen Computers geschieht über E-Mail-Anhänge oder Hyperlinks. Der infizierte Computer wird Teil eines Botnetzes, das über eine Command-and-Control-Infrastruktur gesteuert und zur Verbreitung von Ransomware genutzt wird. Qakbot liest Daten aus, lädt weitere Schadsoftware nach und verschlüsselt Daten, um die Benutzer zu erpressen. 2022 umfasste das Botnetz über 700.000 Systeme. Es entstand bei Unternehmen und Behörden weltweit ein Schaden von mehreren hundert Millionen Euro.
Am 30. August 2023 teilten das Bundeskriminalamt und die Generalstaatsanwaltschaft mit, dass „in einer international konzertierten Aktion unter Leitung der US-amerikanischen Behörden die in Deutschland befindliche Serverinfrastruktur der Schadsoftware Qakbot, auch als Qbot oder Pinkslipbot bekannt, übernommen und zerschlagen“ wurde. Mehrere tausend Bots konnten bereinigt werden. An der Aktion waren Behörden aus Frankreich, den Niederlanden und Großbritannien sowie Europol und Eurojust beteiligt. Die Betreiber der Schadsoftware waren zu diesem Zeitpunkt noch nicht bekannt. Die Serverinfrastruktur für die Software befand sich in Deutschland. Das Programm wurde seit 2008 genutzt.